# Real Republicans FC
Real Republicans Football Club w skrócie Real Republicans FC – sierraleoński klub piłkarski, grający w Premier League, mający siedzibę w mieście Freetown.

## Sukcesy
- Premier League[1]:

mistrzostwo (3): 1981, 1983, 1984.
- Puchar Sierra Leone[2]:

zwycięstwo (2): 1981, 1986.

## Występy w afrykańskich pucharach
| Sezon | Rozgrywki                 | Runda   | Kraj     | Klub              | Dom | Wyjazd | Dwumecz      |
| ----- | ------------------------- | ------- | -------- | ----------------- | --- | ------ | ------------ |
| 1981  | Puchar Zdobywców Pucharów | 1       | Senegal  | ASC Jeanne d’Arc  | 2–2 | 1–0    | 3–2          |
| 1981  | Puchar Zdobywców Pucharów | 2       | Gwinea   | Gbessia AC        | 1–2 | 0–2    | 1–4          |
| 1982  | Puchar Mistrzów           | 1       | Gwinea   | AS Kaloum Star    | 1–0 | 0–3    | 1–3          |
| 1984  | Puchar Mistrzów           | wstępna | Liberia  | Invincible Eleven | 1–0 | 0–0    | 1–0          |
| 1984  | Puchar Mistrzów           | 1       | Algieria | JE Tizi-Ouzou     | 1–2 | 0–1    | 1–3          |
| 1985  | Puchar Mistrzów           | 1       | Gwinea   | AS Kaloum Star    | 2–2 | 0–1    | 2–3          |
| 1987  | Puchar Zdobywców Pucharów | wstępna | Mali     | Stade Malien      | –   | –      | –            |
| 1988  | Puchar Zdobywców Pucharów | wstępna | Mali     | AS Sigui          | 0–0 | 0–0    | 0–0 (k. 4–3) |
| 1988  | Puchar Zdobywców Pucharów | 1       |          | Al-Madina SC      | –   | –      | –            |
| 1988  | Puchar Zdobywców Pucharów | 2       | Gambia   | Wallidan FC       | 0–0 | 0–1    | 0–1          |

## Stadion
Domowe mecze klub rozgrywa na stadionie o nazwie Stadion Narodowy we Freetown. Stadion może pomieścić 36000 widzów.